# 자발적 매개 변수 하향 변환

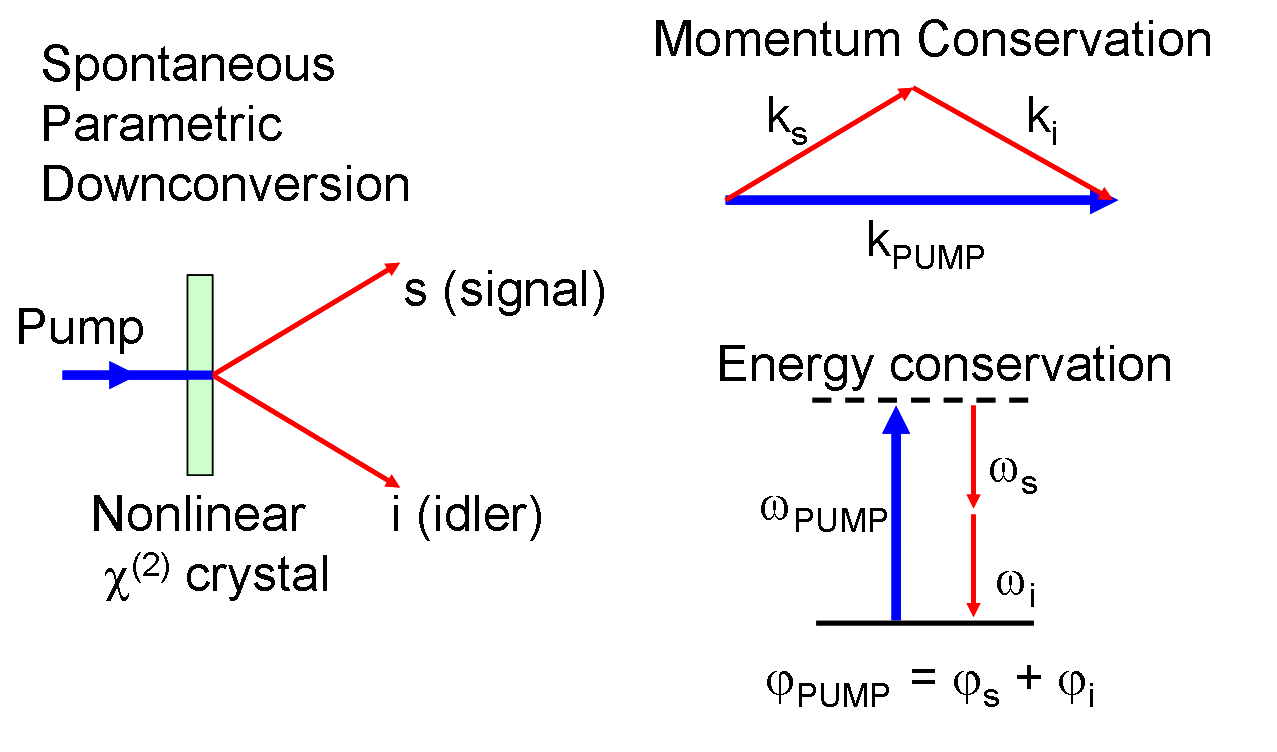
SPDC 과정의 개략도. 결정 내부의 에너지 및 운동량 보존 법칙에 유의해야 한다.

자발적 매개 변수 하향 변환(영어: Spontaneous parametric down-conversion, SPDC, 매개 변수 형광(parametric fluorescence) 또는 매개 변수 산란(parametric scattering)으로도 알려져 있음)은 에너지 보존 및 운동량 보존 법칙에 따라 고에너지 광자(즉, 펌프 광자) 하나를 저에너지 광자 쌍(즉, 신호 및 아이들러 광자)으로 변환하는 비선형 순간 광학 과정이다. 이는 양자광학에서 얽힌 광자 쌍 및 단일 광자를 생성하는 중요한 과정이다.

## 설명
광자 빔으로부터 광자 쌍을 생성하는 데 비선형 결정이 사용된다. 에너지와 운동량 보존에 따라, 이 쌍은 원래 광자의 에너지와 운동량과 동일한 결합 에너지와 운동량을 가져야 한다. 분산으로 인해 굴절률이 주파수에 따라 변하기 때문에, 동시에 에너지 및 운동량 보존을 달성할 수 있도록 특정 주파수 삼중체만 위상 정합된다. 위상 정합은 가장 일반적으로 굴절률이 편광에 따라 변하는 복굴절 비선형 재료를 사용하여 달성된다. 그 결과, SPDC의 다른 유형은 입력 광자(펌프)와 두 출력 광자(신호 및 아이들러)의 편광에 따라 분류된다.
- 신호 및 아이들러 광자가 서로 동일한 편광을 공유하고 펌프 광자와도 동일한 편광을 공유하는 경우, Type-0 SPDC로 간주된다.[1]
- 신호 및 아이들러 광자가 서로 동일한 편광을 공유하지만 펌프 편광과 직교하는 경우, Type-I SPDC이다.
- 신호 및 아이들러 광자가 수직 편광을 갖는 경우, Type II SPDC로 간주된다.[2]

SPDC의 변환 효율은 일반적으로 매우 낮으며, 도파관에서 주기적으로 폴링된 리튬 나이오베이트 (PPLN)의 경우 최고 효율은 4x10−6 입사 광자 정도이다. 그러나 쌍의 절반이 언제든지 감지되면 그 파트너가 존재한다는 것을 알 수 있다. Type I 하향 변환기 출력의 축퇴 부분은 짝수 광자 수 항만을 포함하는 압착된 진공이다. Type II 하향 변환기의 비축퇴 출력은 이중 모드 압착 진공이다.

## 예시

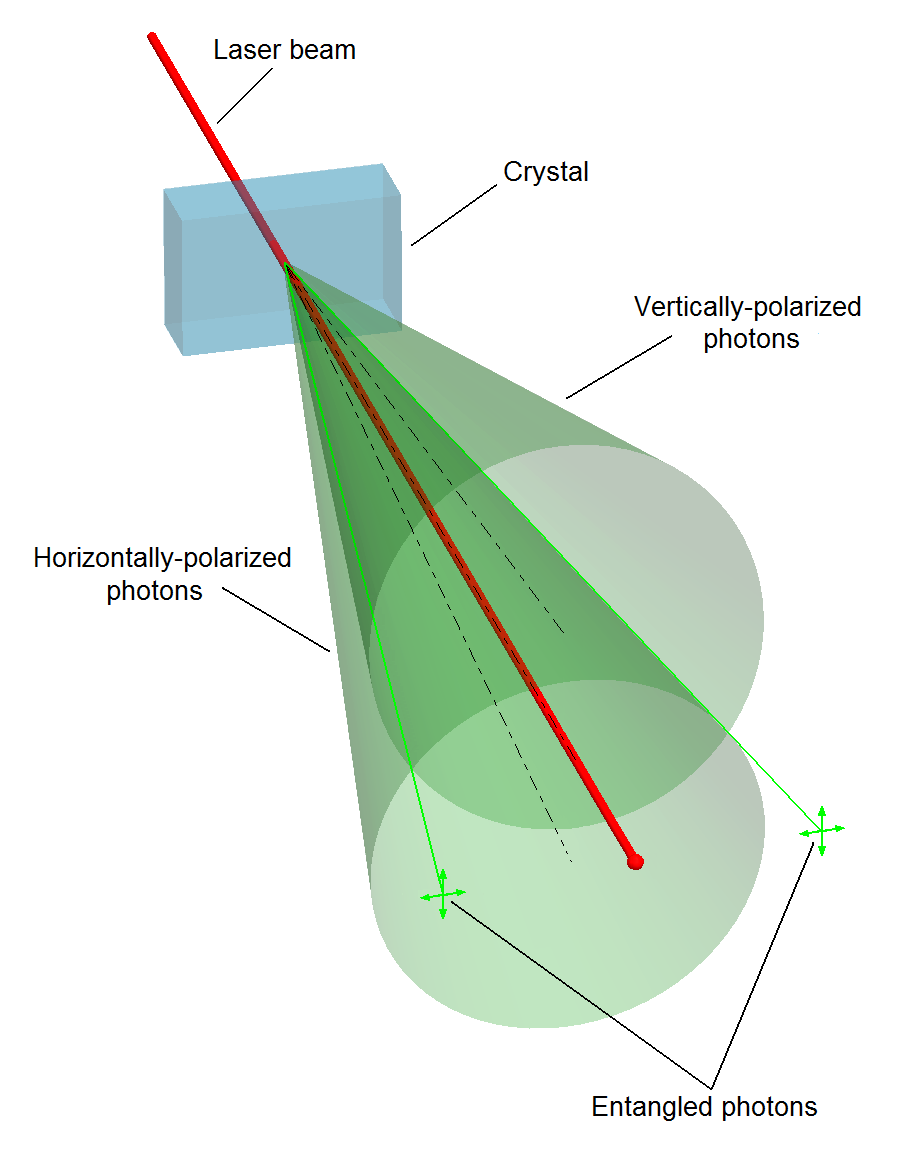
Type II 출력을 갖는 SPDC 방식

일반적으로 사용되는 SPDC 장치 설계에서 "펌프" 빔이라고 불리는 강한 레이저 빔이 BBO (바륨 붕산염 또는 리튬 나이오베이트) 결정에 조사된다. 대부분의 광자는 결정을 그대로 통과한다. 그러나 가끔 일부 광자는 Type II 편광 상관 관계를 가진 자발적 하향 변환을 겪으며, 그 결과로 생성된 상관 광자 쌍은 축이 펌프 빔에 대해 대칭적으로 배열된 두 개의 원뿔 측면을 따라 제한된 궤적을 갖는다. 운동량 보존 때문에 두 광자는 항상 펌프 빔에 대해 원뿔 측면에 대칭적으로 위치한다. 특히, 소수의 광자 쌍의 궤적은 두 원뿔 표면이 교차하는 두 선에 동시에 놓일 것이다. 이는 이 두 선에서 나오는 광자 쌍의 편광 얽힘을 초래한다. 광자 쌍은 좌측 광자, 우측 광자의 편광에 해당하는 얽히지 않은 상태 {\displaystyle \vert H\rangle \vert V\rangle }와 {\displaystyle \vert V\rangle \vert H\rangle }의 동일한 가중치 양자 중첩 상태에 있다.:205
다른 결정은 KDP (인산이수소칼륨)이며, 이는 두 광자가 동일한 편광을 갖는 Type I 하향 변환에 주로 사용된다.
효과적인 매개변수 하향 변환 비선형 결정의 몇 가지 특징은 다음과 같다:
1. 비선형성: 결정의 굴절률은 입사광의 강도에 따라 변한다. 이는 비선형 광학 응답으로 알려져 있다.
2. 주기성: 결정은 규칙적으로 반복되는 구조를 가지고 있다. 이는 격자 구조로 알려져 있으며, 결정 내 원자의 규칙적인 배열을 담당한다.
3. 광학 이방성 (또는 복굴절): 결정은 다른 결정학적 축을 따라 다른 굴절률을 가지고 있다.
4. 온도 및 압력 민감성: 결정의 비선형성은 온도 및 압력에 따라 변할 수 있으므로, 결정은 안정적인 온도 및 압력 환경에 보관해야 한다.
5. 높은 비선형 계수: 높은 비선형 계수가 바람직하며, 이는 높은 수의 얽힌 광자를 생성할 수 있게 한다.
6. 높은 광학 손상 한계: 광학 손상 한계가 높은 결정은 높은 강도의 펌핑 빔을 견딜 수 있다.
7. 원하는 파장 범위에서의 투명성: 효율적인 비선형 상호 작용을 위해 결정이 펌프 빔의 파장 범위에서 투명해야 하는 것이 중요하다.
8. 높은 광학 품질 및 낮은 흡수: 펌프 빔과 생성된 얽힌 광자의 손실을 최소화하기 위해 결정은 높은 광학 품질과 낮은 흡수율을 가져야 한다.

## 역사
SPDC는 1967년 S. E. 해리스, M. K. 오슈만, 그리고 R. L. 바이어에 의해, 뿐만 아니라 D. 마그데와 H. 마르에 의해 시연되었다. 1980년대 후반 두 독립적인 연구팀인 캐롤 앨리와 시얀화, 그리고 루파만자리 고쉬와 레오나르트 만델에 의해 처음으로 결맞음 관련 실험에 적용되었다. 비간섭성(판 시테르트-제르니케 정리)과 이광자 방출 사이의 파동-입자 이중성이 발견되었다.

## 응용
SPDC는 (매우 근사적으로) 단일 광자를 포함하는 광학장을 생성할 수 있게 한다. 2005년 현재, 이는 실험자가 단일 광자 (또한 폭 상태로 알려져 있음)를 생성하는 주요 메커니즘이다. 단일 광자와 광자 쌍은 종종 양자 정보 실험 및 양자 암호와 벨 테스트 실험과 같은 응용 분야에서 사용된다.
SPDC는 높은 공간 상관도를 가진 얽힌 광자 쌍을 생성하는 데 널리 사용된다. 이러한 쌍은 두 개의 광 검출기에서 정보를 결합하는 고스트 이미징에 사용된다. 이 중 하나는 물체를 보지 않는 기존의 다중 픽셀 검출기이고, 다른 하나는 물체를 보는 단일 픽셀(버킷) 검출기이다.

## 대안
최근에 관찰된 전기적으로 구동되는 반도체에서의 두 광자 방출 효과는 얽힌 광자 쌍의 더 효율적인 소스의 기반으로 제안되었다. SPDC로 생성된 광자 쌍 외에도, 반도체에서 방출된 쌍의 광자들은 일반적으로 동일하지 않고 다른 에너지를 갖는다. 최근까지 양자 불확정성의 제약 내에서 방출된 광자 쌍은 동일한 위치에서 생성되는 것으로 가정되었다. 그러나 SPDC에서 상관 광자 쌍을 생성하는 새로운 비국소화 메커니즘은 쌍을 구성하는 개별 광자가 공간적으로 분리된 지점에서 방출될 수 있음을 강조했다.

## 같이 보기
- 광자 상향 변환